# دازینگ

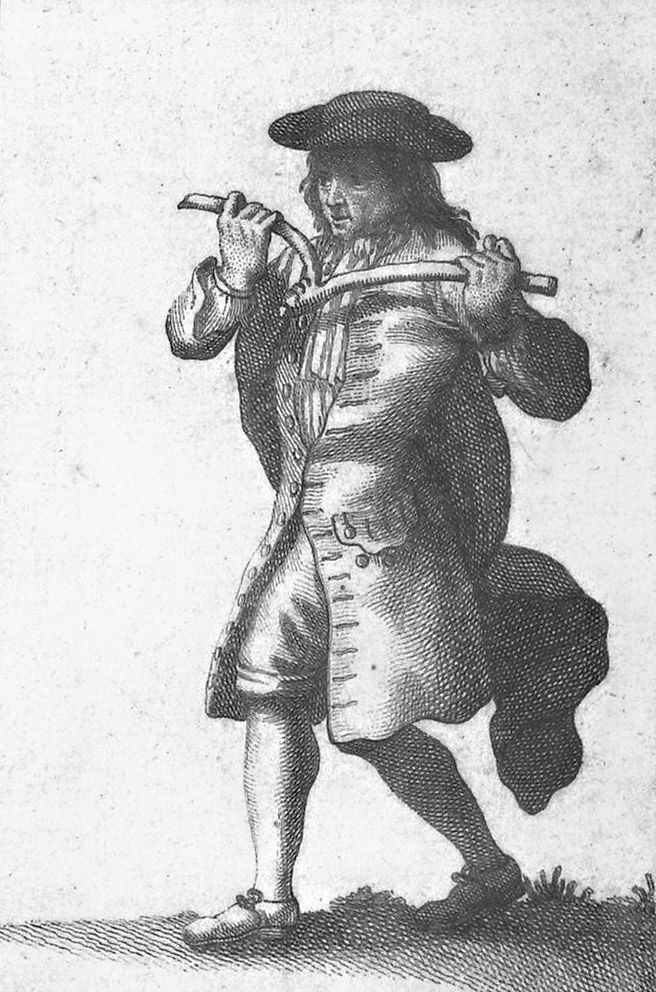
یک میل‌یافت‌گر در قرن ۱۸ میلادی

داوزینگ (به انگلیسی  dowsing) گمانه‌زنی
"داوزینگ" (Dowsing) گمانه زنی یا میل یافت گری نوعی پیشگویی هست برای یافتن چیزهای با ارزش مثل آب ، سنگ های قیمتی ، طلا ، نفت خام و…..
کلمه دازینگ یک کلمه جامع به معنای گمانه زنی هست و ردیابی از این طریق یکی از از زیر مجموعه های این دانش است یک فرد میتواند با استفاده از این دانش ردیابی رو با ابزار هایی مثل چوب میله های L شکل پاندول(شاقول) کلنگ تخم مرغ بطری آب و….
انجام داد.
این روش به‌طور علمی اثبات نشده و بسیاری آن را به عنوان یک شبه‌علم در نظر می‌گیرند، اما هنوز در برخی فرهنگ‌ها و جوامع طرفداران خاص خود را دارد و افراد زیادی از آن به‌طور سنتی برای جستجوی آب و دیگر مواد استفاده می‌کنند.

داوزینگ به معنای افتراق ناپذیر شدن از واقعیت و وارد شدن به دنیایی کاملاً جدید و غیر واقعی است. این ایده بر اساس باور به قدرت‌های ماورایی و غیرعلمی برای کشف چیزهایی نظیر حفره‌ها یا پیدا کردن گنج ها ، معادن، و آب های زیر زمینی، است که به شدت مورد انکار و تردید علمی قرار گرفته است. علمی‌ترین روش‌های برای کشف حفره‌ها یا تونل‌های زیر زمینی شامل استفاده از تکنولوژی‌هایی همچون رادار، یا مطالعات ژئوفیزیکی است که بر اساس اصول فیزیکی و به روش‌های علمی انجام می‌شود. این روش‌ها معمولاً به عنوان روش‌های معتبر و اثبات‌شده برای کشف ساختارهای زیر زمینی شناخته می‌شوند، در حالی که داوزینگ به عنوان یک باور یا اعتقاد غیرعلمی است.

## تاریخ
آیا دازینگ توسط اروپاییان کشف شد؟

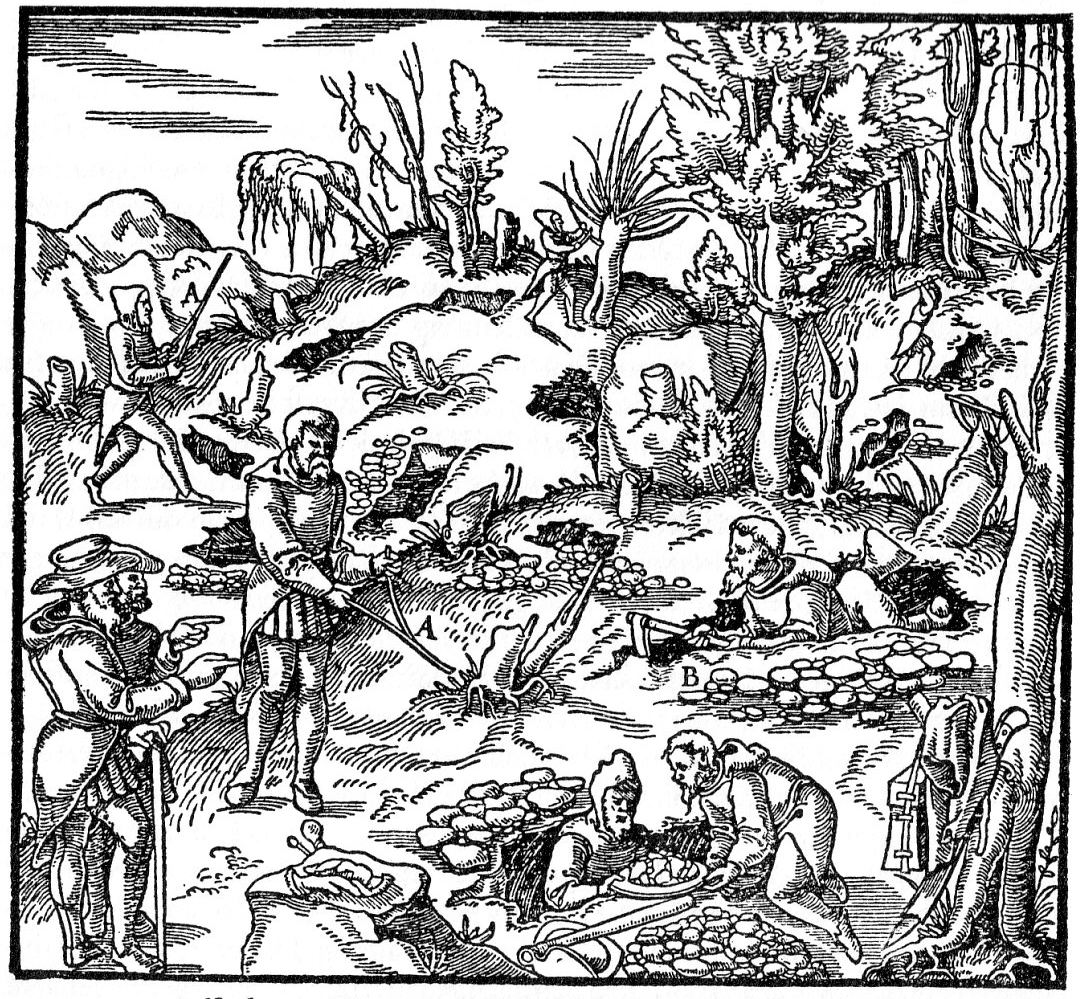
میل‌یافت‌گری برای آهن در ۱۵۵۶"

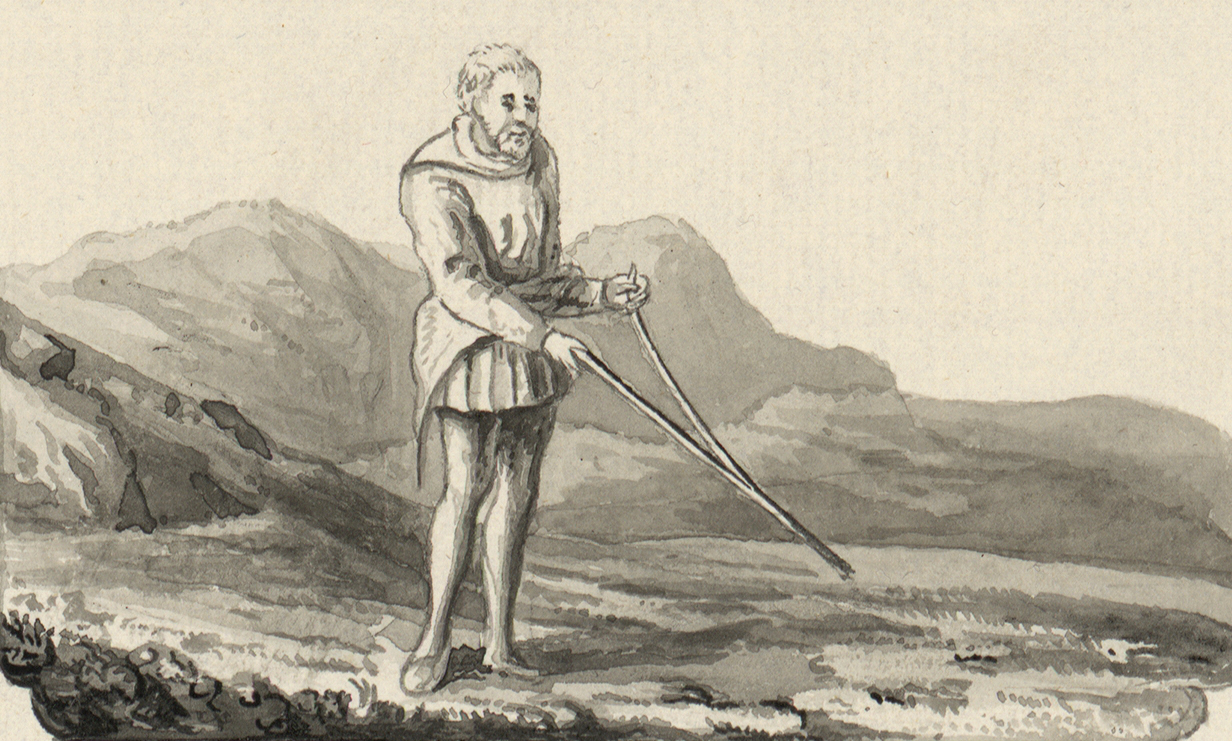
قرن ۱۸ میلادی در انگلیس

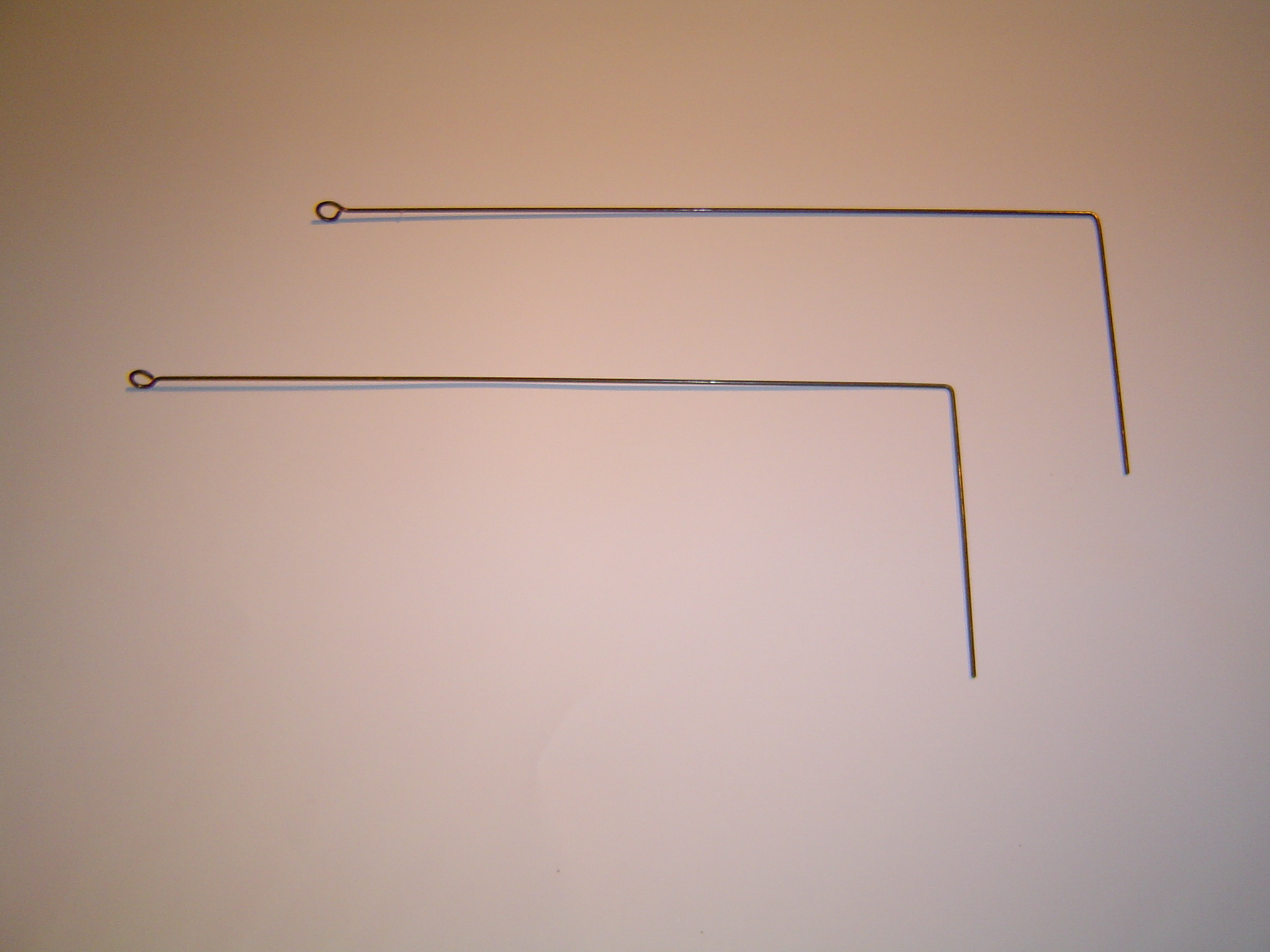
دو میله L شکل فلزی

در پاسخ باید گفت خیر:دازینگ بیشینه هزار ساله دارد و نزد ایرانیان کشف شد. در ایران باستان از دازینگ برای درمان بیماری ها،گرفتن پاسخ های غیرممکن،پیشگویی، تعیین جنسیت فرزند و خیلی چیزهای دیگر استفاده میشد... دانشمندان و فیلسوفان ایرانی اولین بار از دانش دازینگ استفاده کردند... 
در سال ۱۶۶۲، میل‌یافت‌گری به عنوان یک عمل شیطانی از طرف گاسپر شوت، عضو انجمن عیسی معرفی شد. اما او بعدتر گفت که مطمئن نیست که تکان خوردن میله همیشه کار شیطان باشد.
در جنگ ویتنام، بعضی از افراد سپاه تفنگداران دریایی ایالات متحده آمریکا از میل‌یافت‌گری برای پیدا کردن تفنگ‌ها و تونل‌های دشمن استفاده می‌کردند.
در سال ۱۹۸۶، زمانی که ۳۱ سرباز در ریزش بهمن مفقود شدند ارتش نروژ سعی کرد با کمک میل‌یافت‌گری آنان را پیدا کند.